# カーンチャナブリー・パワーFC
カーンチャナブリー・パワーFC（タイ語: สโมสรฟุตบอลพลังกาญจน์、パランカーンFC）は、タイ王国カーンチャナブリー県ムアンカーンチャナブリー郡を本拠地とするサッカークラブである。

## 歴史
2017年にシンハー・ゴールデン・ベルズ・ムアンカーンとして設立された。翌年にタイランド・アマチュアリーグに参戦し2位、2019年も2位となり昇格した。
2020年からはタイ・リーグ3に参戦、チーム名もシンハー・ゴールデン・ベルズ・カーンチャナブリーに改名した。
2021年にカーンチャナブリーFCに改名、クラブエンブレムも獅子の頭に変更した。
翌2022年にドラゴン・パトゥームワン・カーンチャナブリーに改名、クラブエンブレムも竜に変更した。このシーズンはタイ・リーグ3西で優勝し、タイ・リーグ2昇格を果たした。
翌2023-24シーズンのタイFAカップでの活躍は同国サッカー史に残るものとなった。10月4日の予選では13-0での勝利を収めて、同杯史上最多得点差での勝利を記録すると、その後も延長戦にしばしば縺れ込みながらも勝利を掴み続けて決勝進出を果たした。決勝でもPK戦に持ち込んだもののPK4-2で敗北したが、予選から決勝に進出した事自体が史上初の快挙であった。

## 歴代所属選手
- 長崎健人 2021-2022
- 佐野渓 2024-2025
- アブバカル・カマラ 2025-
- ジェルソン・ロドリゲス 2025-
- アンドロス・タウンゼント 2025-